# Eumorpha satellitia
Eumorpha satellitia là một loài bướm đêm thuộc họ Sphingidae. Nó sống ở Brasil và miền bắc Argentina phía bắc Trung Mỹ, México, và West Indies phía nam Texas và miền nam Arizona.

## Phụ loài
- Eumorpha satellitia satellitia
- Eumorpha satellitia excessus - (Gehlen, 1926)
- Eumorpha satellitia licaon - (Cramer, 1775)
- Eumorpha satellitia posticatus - (Grote, 1865)

## Hình ảnh

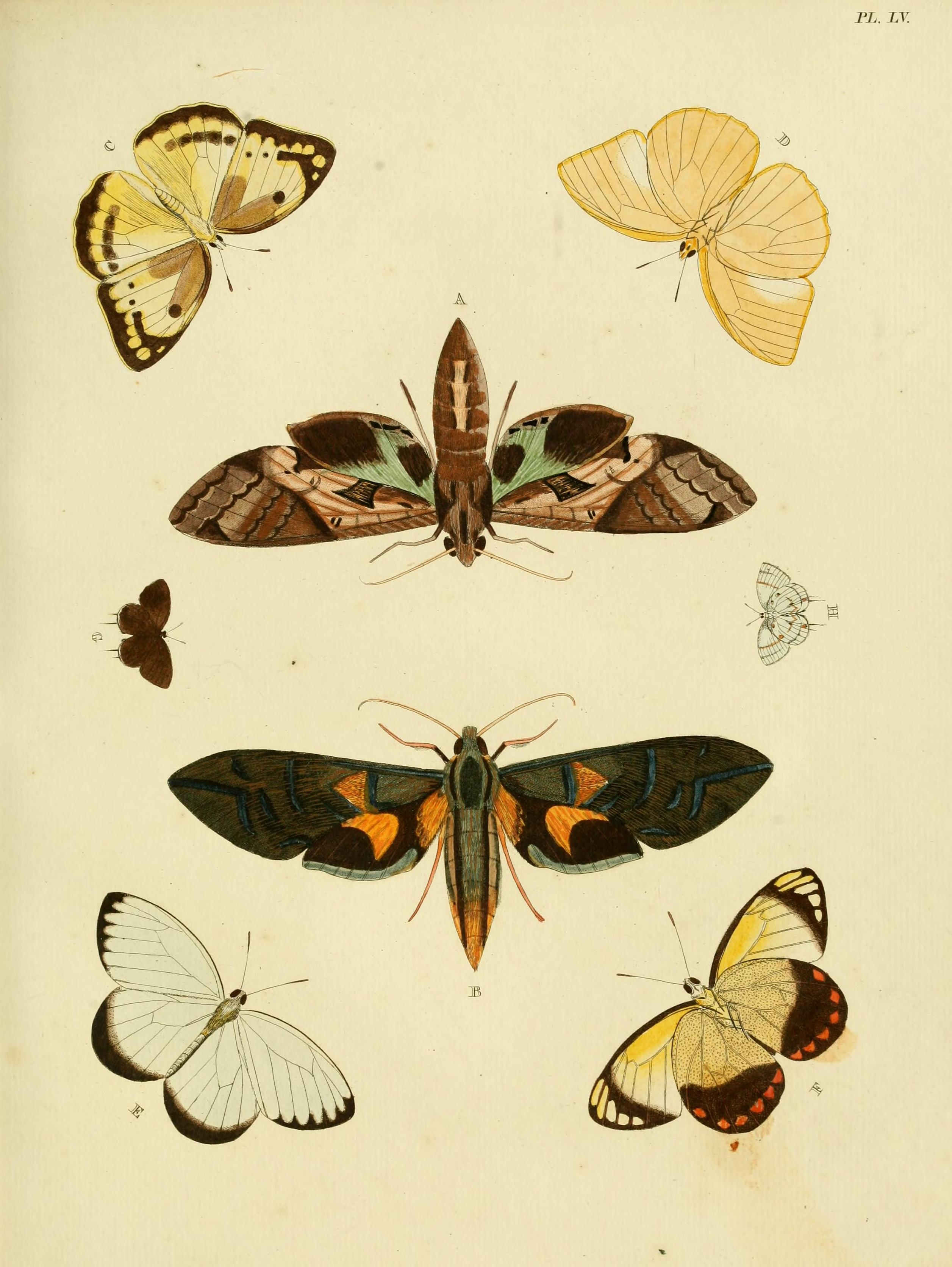
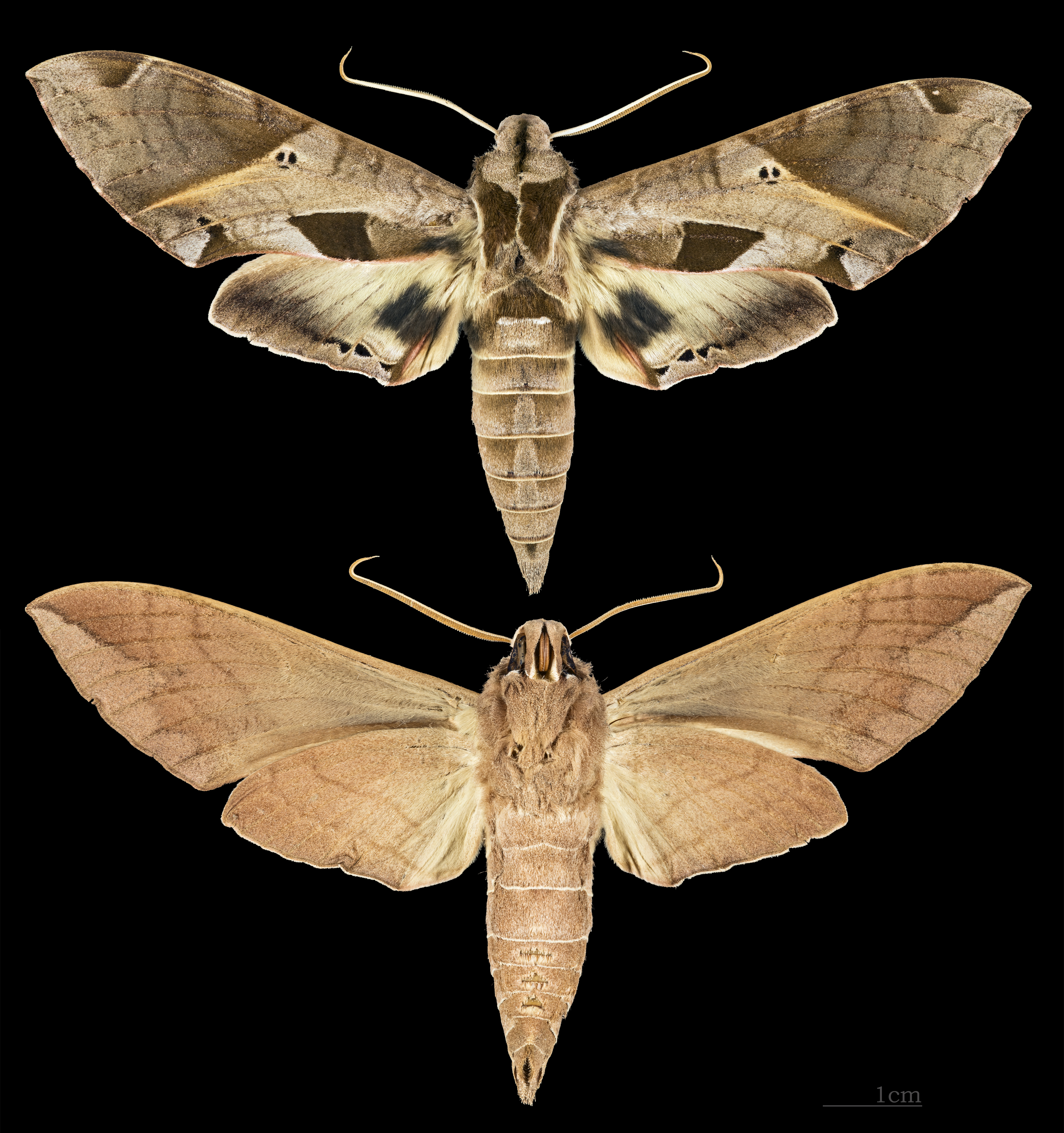
Eumorpha satellitia excessus
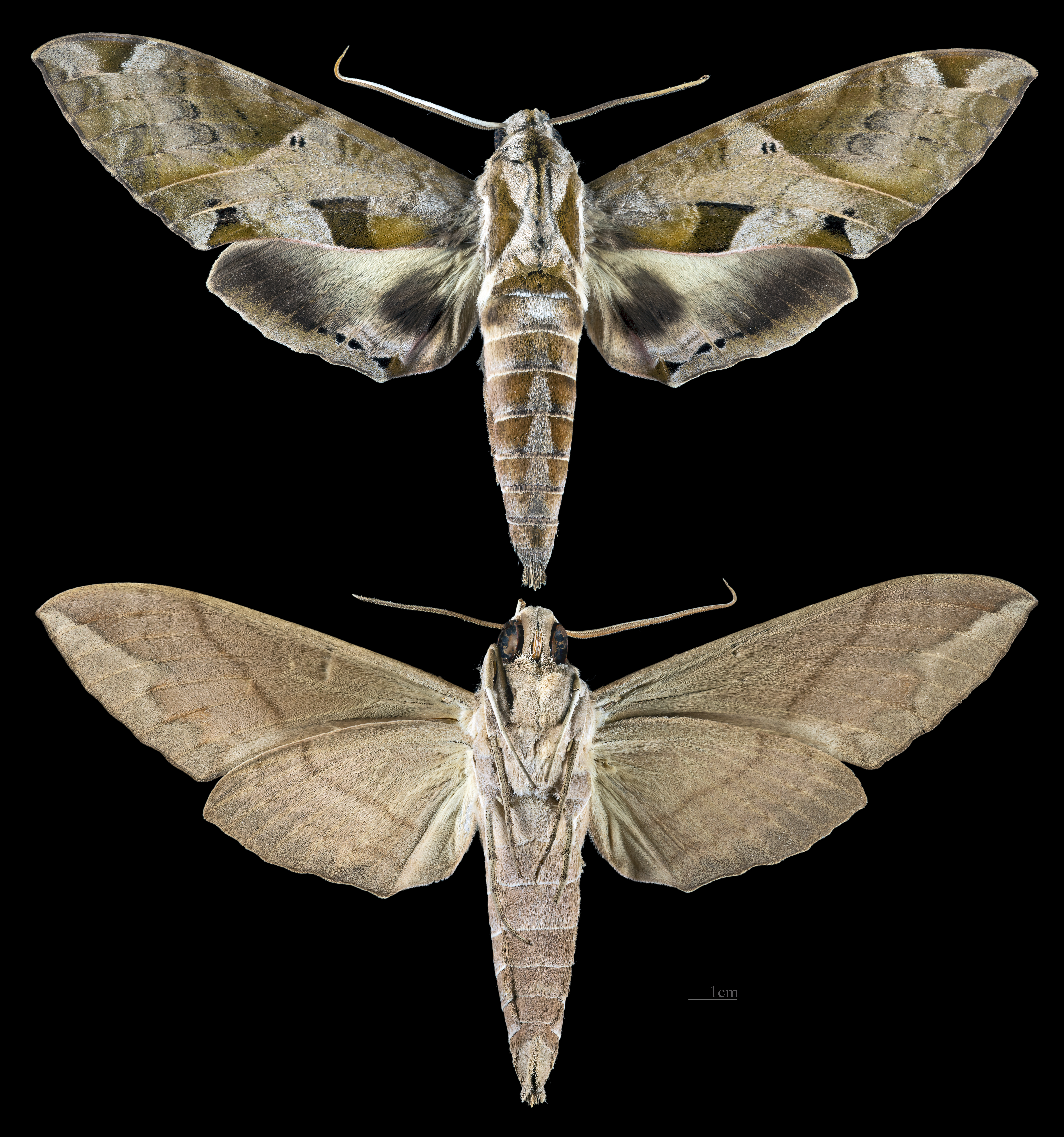
Eumorpha satellitia licaon ♂
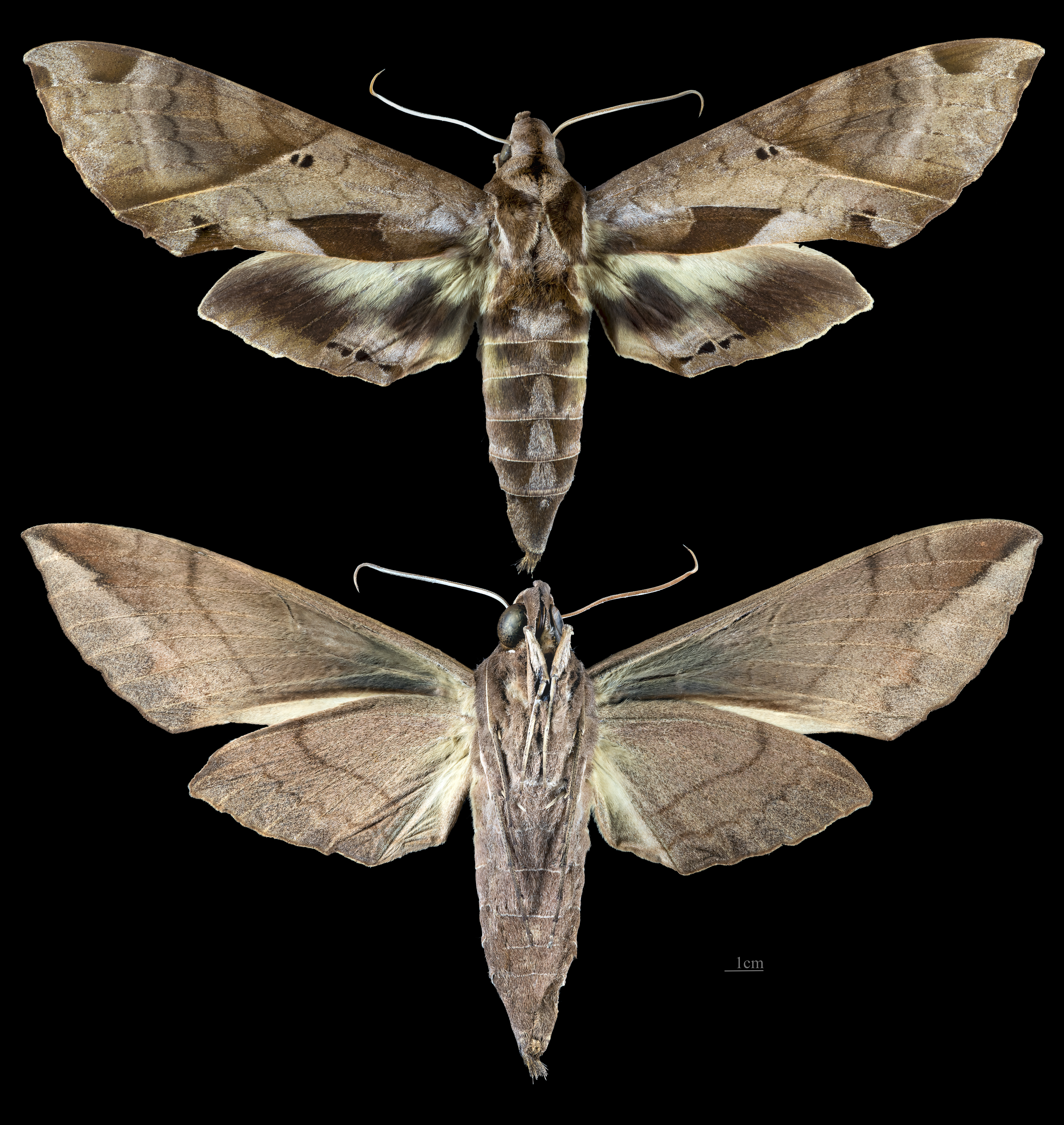
Eumorpha satellitia licaon ♀
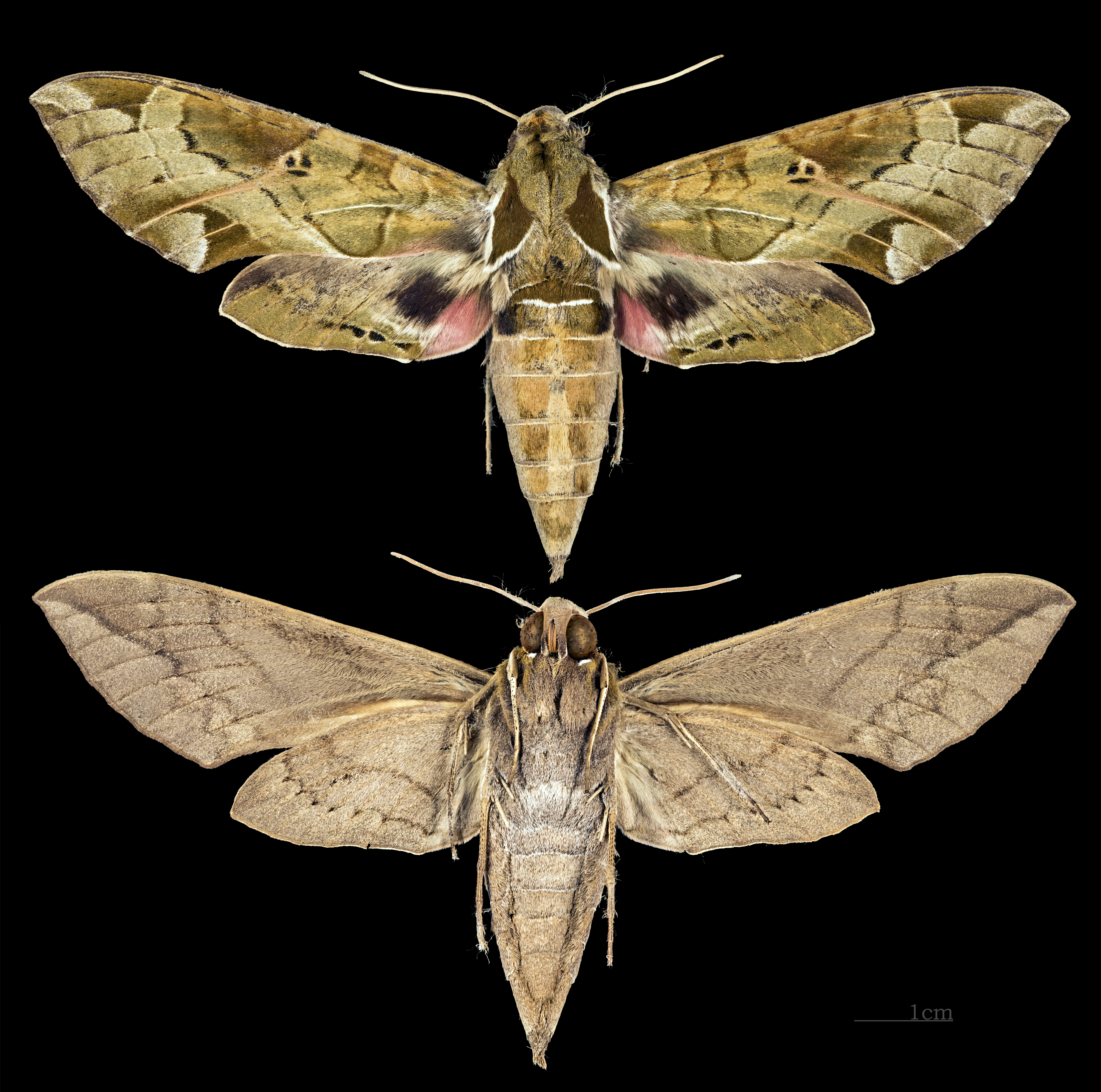
Eumorpha satellitia posticatus ♀
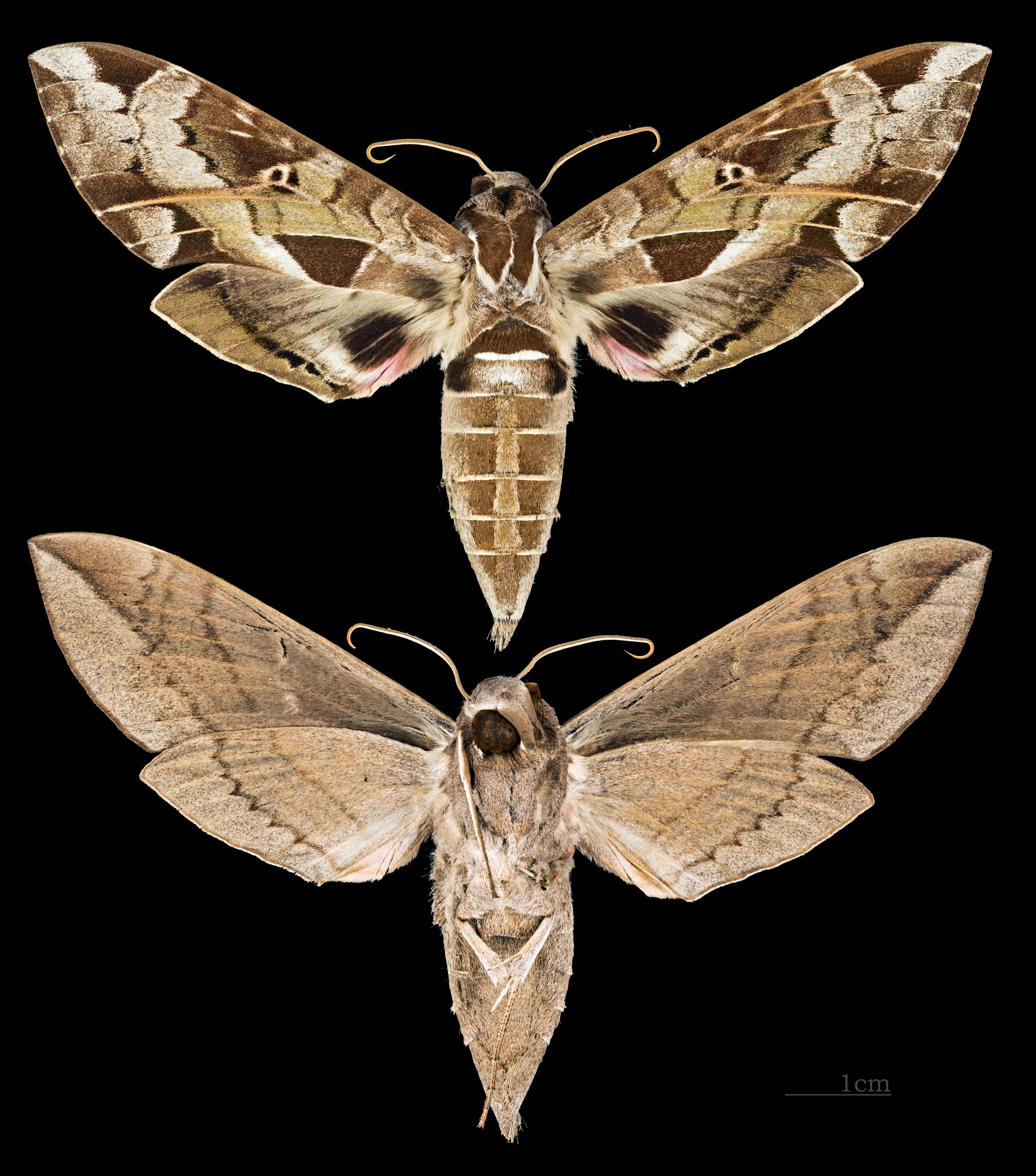
Eumorpha satellitia posticatus ♂